# Vasiľov
Vasiľov (Hongaars: Vasziló) is een Slowaakse gemeente in de regio Žilina, en maakt deel uit van het district Námestovo.
Vasiľov telt 794 inwoners.